# حيرام مونيوث
حيرام مونيوث (بالإسبانية: Hiram Muñoz)‏ (26 مايو 1995 في المكسيك - ) هو لاعب كرة قدم مكسيكي في مركز الدفاع.

## وصلات خارجية
- حيرام مونيوث على موقع قاعدة بيانات كرة القدم.إي يو (الإنجليزية)
- حيرام مونيوث على موقع AS.com (الإسبانية)